# Здание почты (Петергоф)
Здание почты — памятник архитектуры. Расположен в Петергофе, современный адрес дома — Санкт-Петербургский проспект, 15.
Комплекс состоит из главного здания, каменной ограды и трёх каменных флигелей; все строения, кроме одного из флигелей (построенного в стиле эклектики), перекликаются стилистически с Готическими конюшнями. Здание стилизовано под небольшую средневековую крепость. Угловые части немного выступают, они трактованы как оборонительные башни и украшены поверху зубцами и наблюдательными башенками; также зубцы есть на средней части здания и двух воротах.
У въездных ворот почты сделана кованая решётка. До постройки здания участок принадлежал баронессе Ренне, но вернулся в казну как незастроенный.
Здание построено в 1850—1854 годах по проекту Н. Л. Бенуа и А. К. Кавоса (согласно документам, с существенным преобладанием роли Кавоса) и стало первым постоянным зданием петергофской почты, которая с момента учреждения 1 мая 1834 года располагалась в частном доме Раздеришиной.

## Галерея

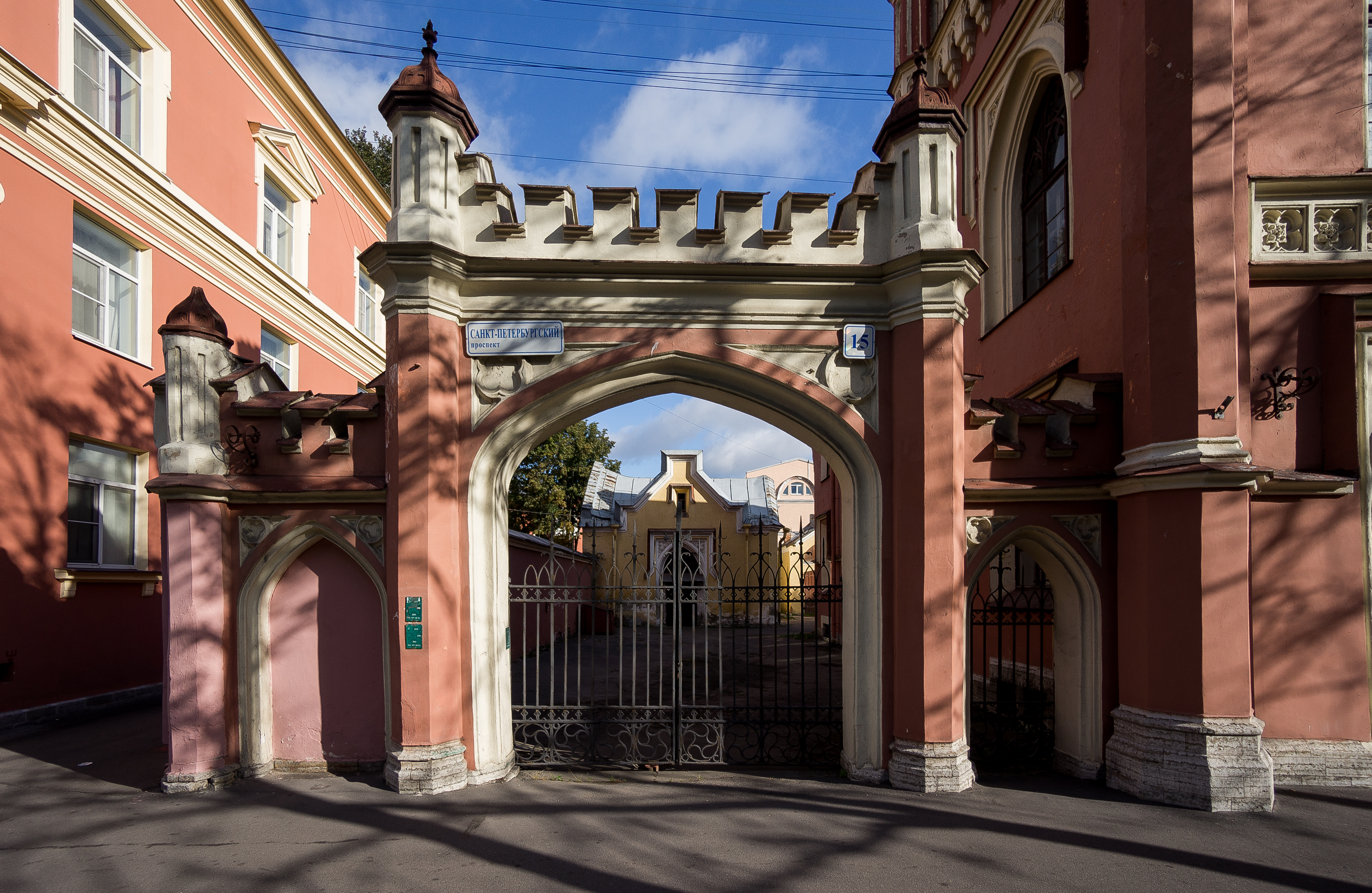
Ворота
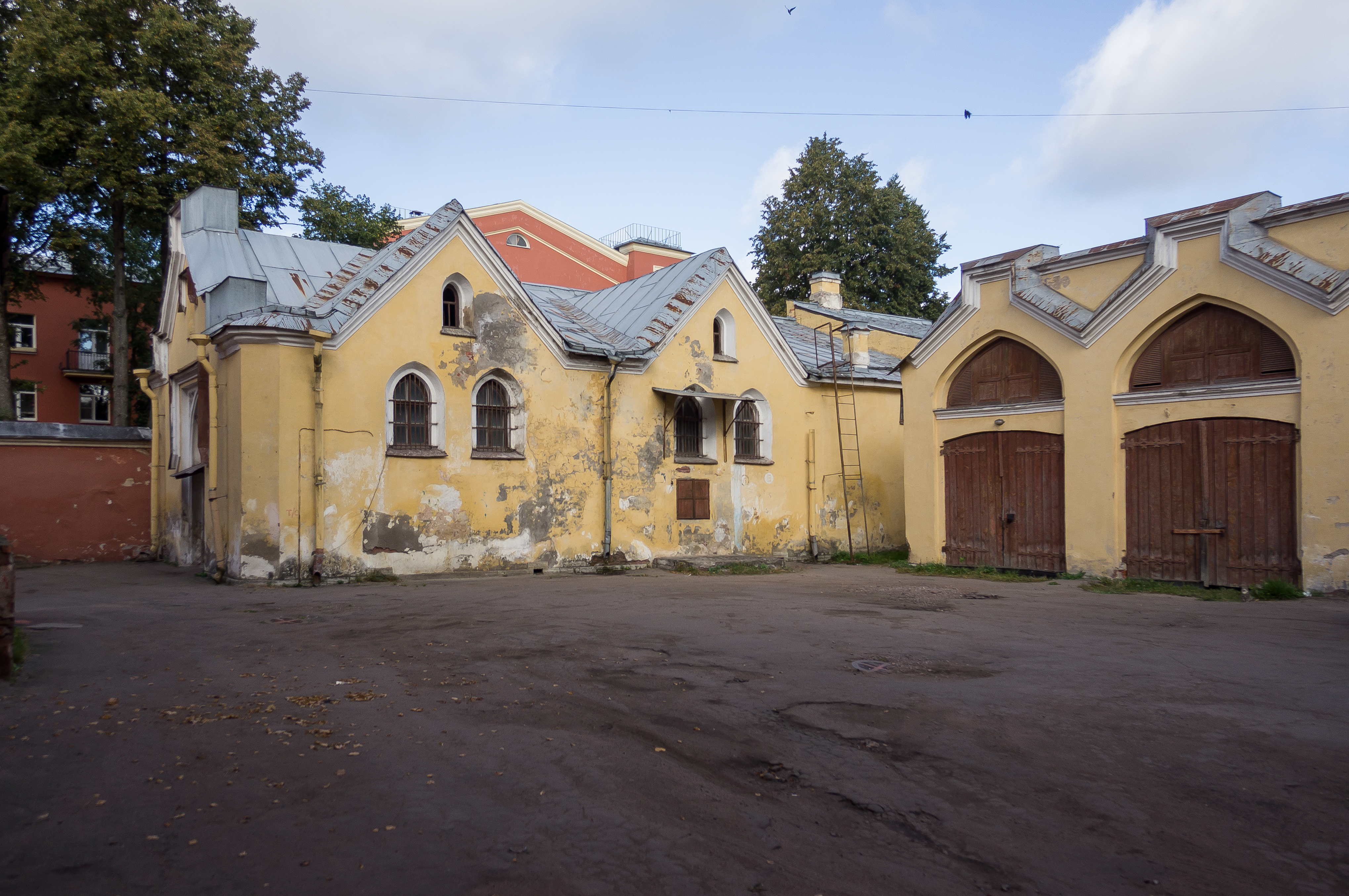
Западный служебный корпус[4] слева и каретный сарай справа
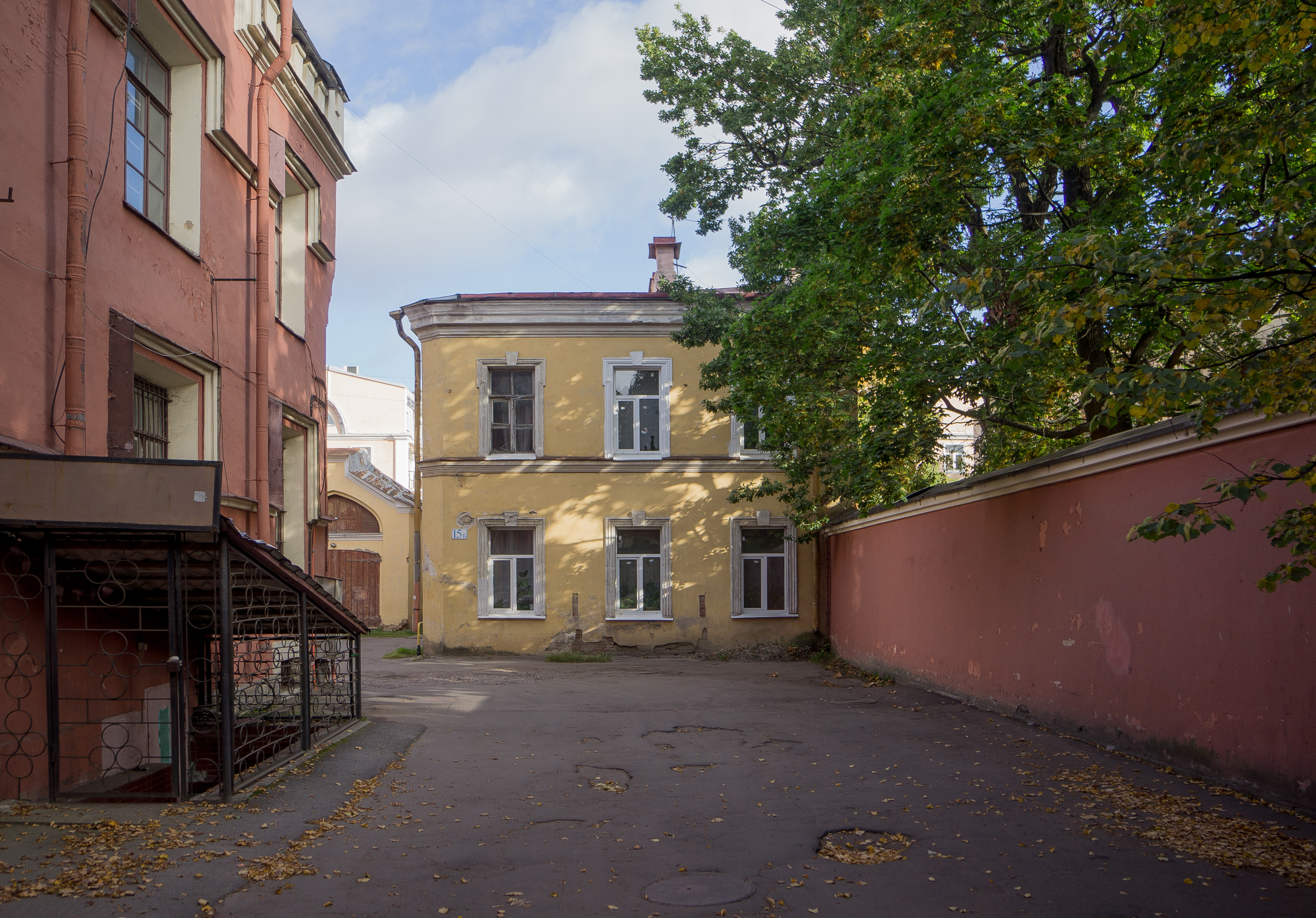
Восточный корпус, жилое здание